# 香港美酒佳餚巡禮
香港美酒佳餚巡禮（英文：Hong Kong Wine & Dine Festival），由香港旅遊發展局主辦，是亞洲大型飲食展覽之一。香港美酒佳餚巡禮自2009年起舉辦，首4屆在西九龍海濱長廊舉行，是香港近年秋季的一項盛事。

## 歷年情況

### 2009年（第1屆）
首屆舉辦香港美酒佳餚巡禮，香港旅遊發展局為了隆重其事，將2009年訂為香港美酒佳餚年，作為該年重點旅遊推廣項目之一。舉行日期由2009年10月30日（星期五）至11月1日（星期日）一連三天舉行，10月30日只招待嘉賓、贊助商及傳媒，時間由下午6:00至晚上10:00。10月31日及11月1日開放給公眾人士，時間由下午1:00至晚上10:00。
入場費全免，入場人士可用港幣150元購買品酒通行證，在展覽內不同攤位試飲共12杯美酒，同時亦可以以港幣10元購買品酒券，以一張或兩張品酒券在個別攤位試飲美酒。場內設置品酒學堂，由本地及國際品酒專家教援不同級別品酒的技巧，同時亦有烹飪講座。本屆榮獲Forbes Traveler.com評選為2009年十大國際美酒佳餚節之一。
- 香港旅遊發展局2009香港美酒佳餚巡禮宣傳片 （页面存档备份，存于）

### 2010年（第2屆）
第2屆由10月28日至10月31日舉行，美酒及美食攤位逾230個。今年特設尊尚名酒專區，在專區內只可使用「品酒通行證」酒券品酒，不可使用品酒券試飲美酒。品酒通行證價值港幣200元，共12張品酒券，可以在所有攤位試飲美酒，而十元面值的品酒券不可在尊尚名酒專區使用，品酒通行證亦附有不同贈券及優惠券，同時亦有酒杯記念品贈送。
- 香港旅遊發展局2010香港美酒佳餚巡禮宣傳片 （页面存档备份，存于）

### 2011年（第3屆）
第3屆於2011年10月27至30日舉行。美酒及美食攤位由230個增至287個，參與國家多達19個，包括首次參展的保加利亞、格魯吉亞及日本。另外在10月28日及10月29日分別有兩個主題派對活動舉行，名為西班牙之夜及日本之夜，提供兩地特色佳釀美食及民族表演。
會場亦有設置尊尚名酒區，專區展出各地優質名酒，面積擴大1倍至1,200平方米。
入場免費，一般攤位所用的標準名酒證包括10張酒券售價200港元，尊尚名酒區專用的尊尚名酒證由去年300港元，加價至480港元，名額9,000個。

### 2012年（第4屆）

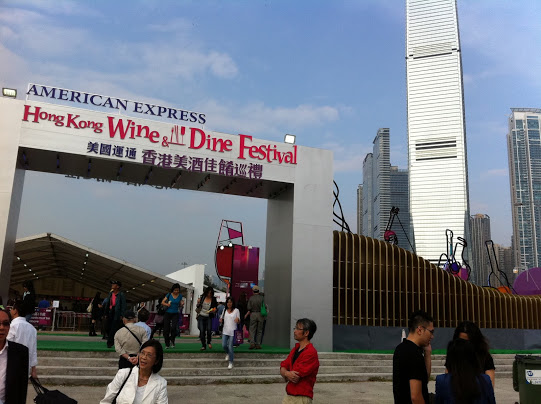
2012年香港美酒佳餚巡禮

第4屆由11月1日至11月4日舉行，最後一屆在西九龍海濱長廊舉行，美酒及美食攤位達至310個，新增兩大展區甜品天地及新産品區，展出甜點及酒具用品。另外亦舉行以西班牙及意大利為主題的美酒文化薈，活動包括在11月2日西班牙日享受西班牙得獎美酒及美食，11月3至4日意大利街頭美食薈品嚐琳瑯滿目的義大利美酒。整個活動得到多個外國葡萄酒聯盟支持，其中包括意大利頂級酒莊及Bordeaux Daily等等
票務費用與上屆相若，入場免費，標準名酒證包括10張酒券售價200港元，尊尚名酒證附5張尊尚品酒券及美食/優惠券售價480港元，今屆新增每張港幣20甜品賞味券及每張港幣300,2人行標準品酒證，「2人行標準品酒證」附有15張標準品酒券。單買分別為標準品酒券每張港幣10及尊尚品酒券每張港幣50，套票在11月前在指定地點購買可享有折扣優惠。

### 2013年（第5屆）
第5屆由10月31日至11月3日舉行，首次在中環新海濱舉行，並且納入家是香港重點項目。美酒及美食攤位為299個，參與國家多達16個，新增佔地650平方米的品味館專區，並且邀請波爾多紅酒專家主持品酒班，亦有米芝蓮名廚即場炮製佳餚。為了方便人群管制，今屆首次收司入場費用，每人30港元入場費，標準品酒券由每張10港元增加至15港元。

### 2014年（第6屆）
第6屆於10月30日至11月2日舉行，原定繼續在中環新海濱舉行，被佔領中環影響，臨時移師至啟德郵輪碼頭對外空地舉行。今屆設立5大主題展區，美酒及美食攤位約270個。對比往屆，第6屆的入場人次上升3成，首日入場人次按年升幅達70%。即使交通出現擠塞問題，仍然與會者到場參與，場內擠滿人群，現場所見氣氛熱鬧，香港旅遊發展局更一度發出呼籲，呼籲公眾暫停前往。

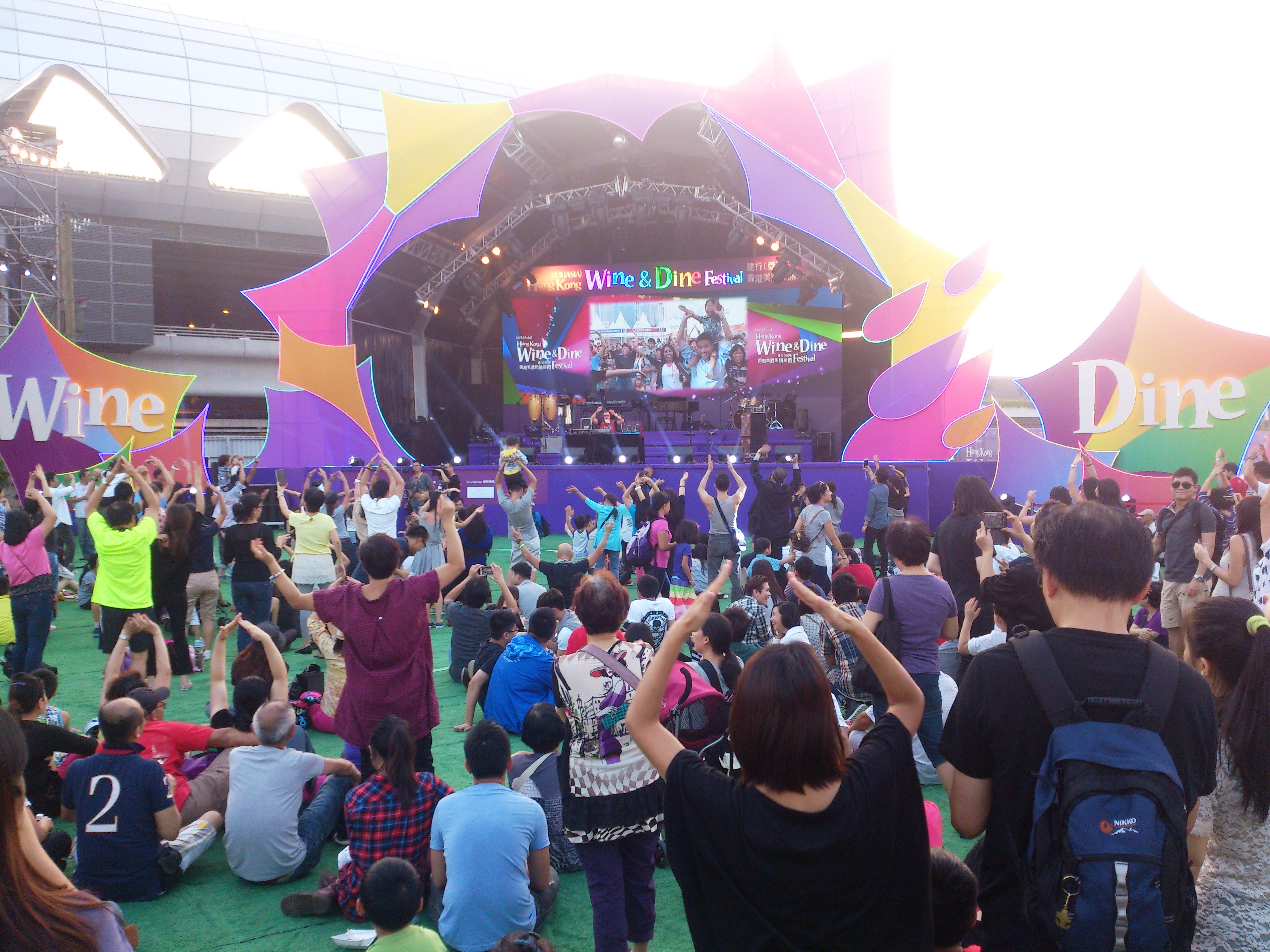
舞台
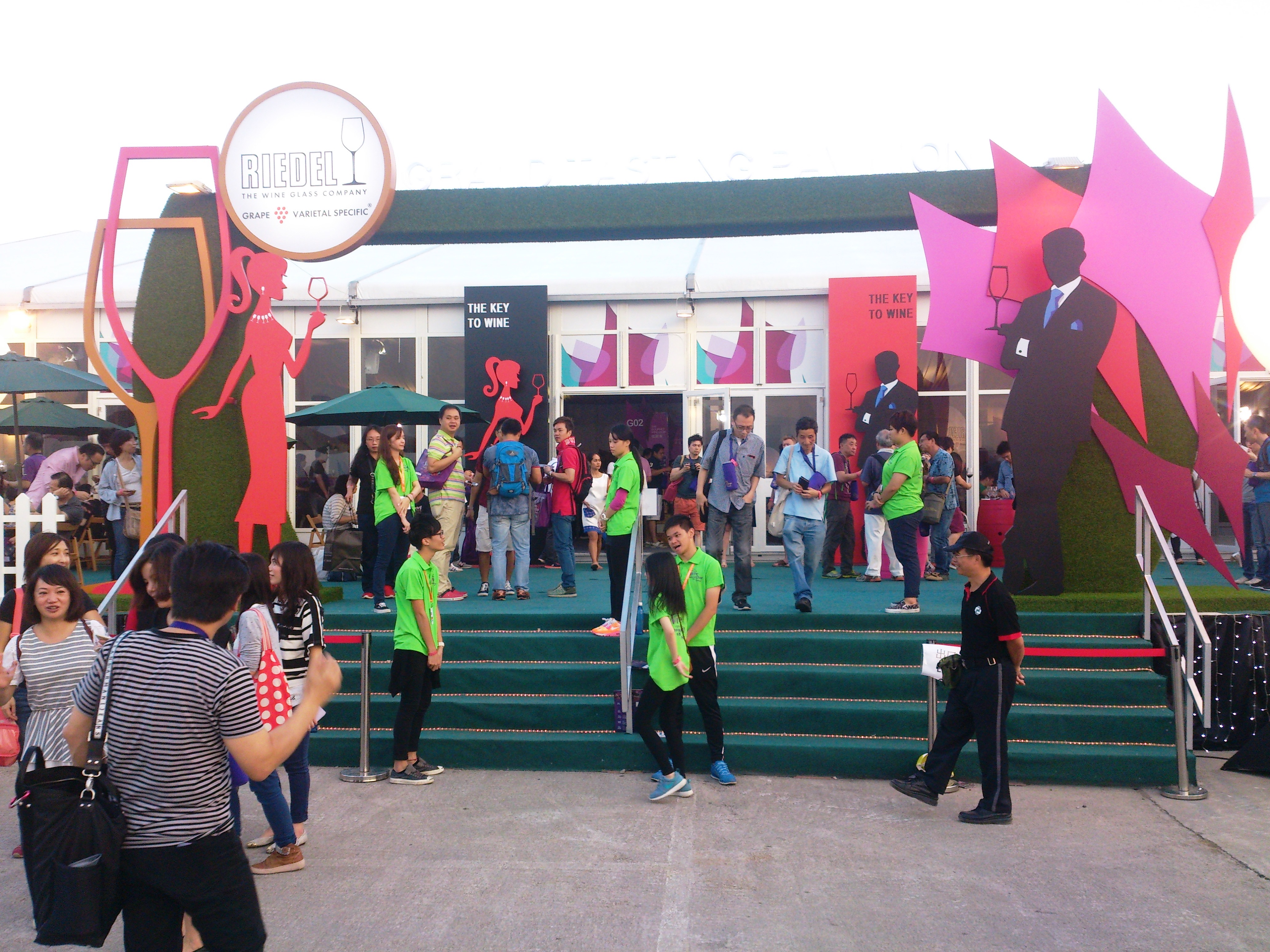
Riedel尊尚名酒區
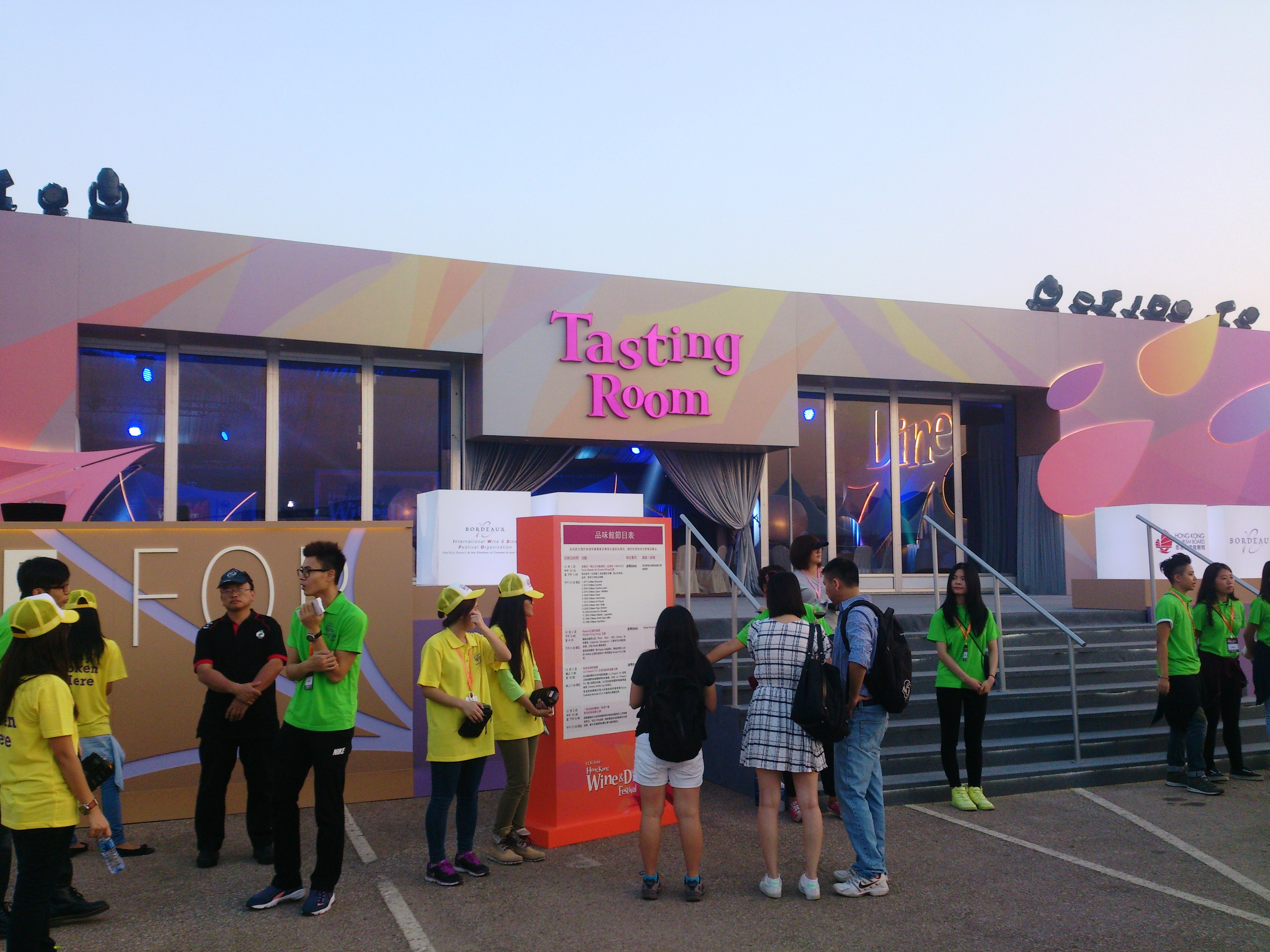
品味館

### 2015年（第7屆）
第7屆於10月22日至10月25日舉行，繼續在中環新海濱舉行。

### 2016年（第8屆）
第8屆於10月27日至10月30日舉行，繼續在中環新海濱舉行。

### 2017年 ( 第9屆 )
第9屆於10月26日至10月29日舉行，繼續在中環新海濱舉行。
此年度旅發局本來應香港警方建議，擬於戶外範圍禁用玻璃杯，並派發塑膠杯取代，惟有關建議引起很大的批評聲音，最後旅發局在活動舉行前宣佈撒回有關安排。

### 2018年 ( 第10屆 )

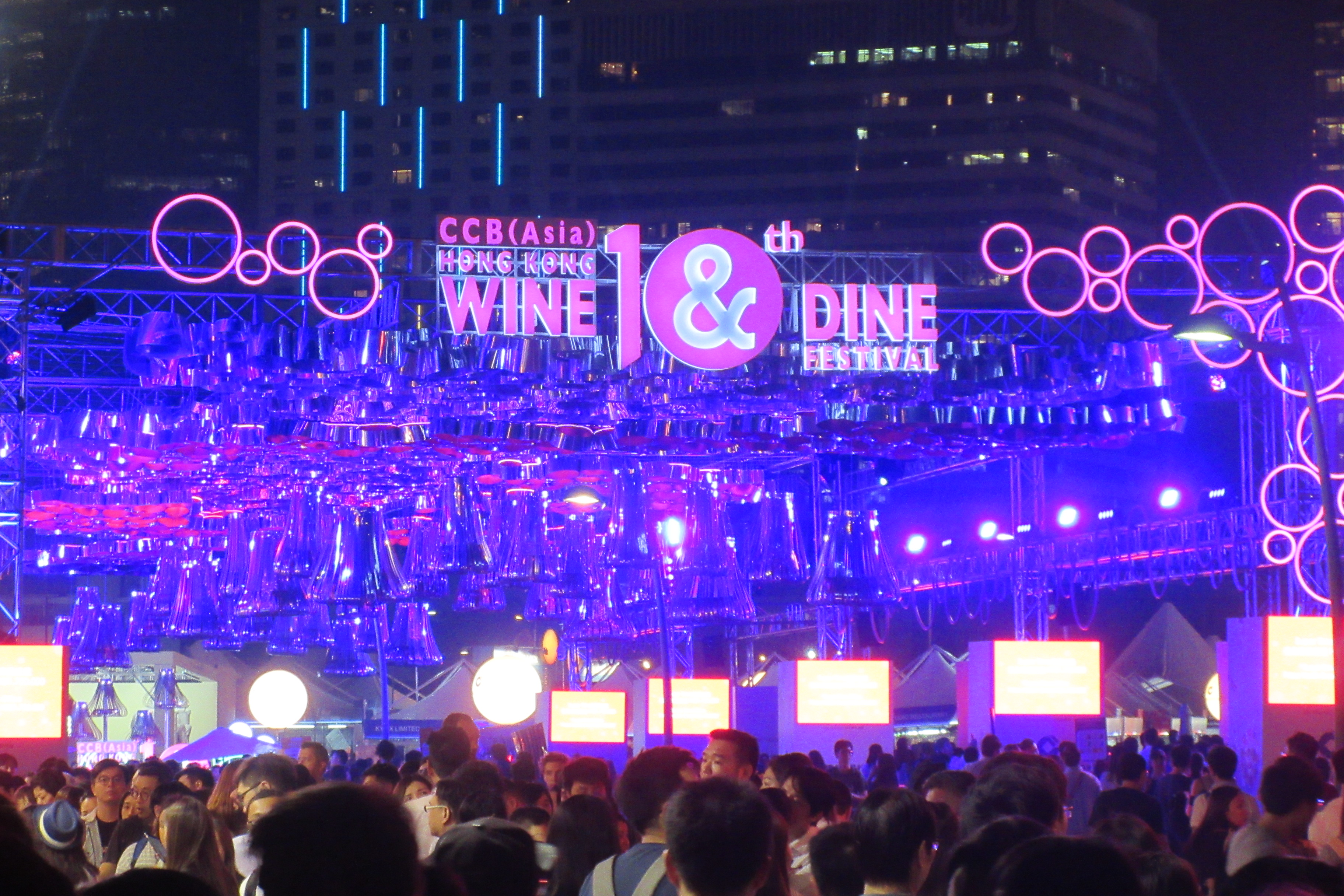

第10屆於10月25日至10月28日舉行，繼續在中環新海濱舉行。
- 王嘉爾參與《香港美酒佳餚巡禮》2018，亦參與《香港美酒佳餚巡禮》「打開王嘉爾的香港冰箱」。

### 2019年 ( 取消 )
原定於2019年10月31日至11月3日舉行因反修例運動持續下取消。

### 2020年
因應2019冠状病毒病的疫情持續，改以網上平台舉行。

### 2021-2022年
因應2019冠状病毒病的疫情發展，改為與全港酒吧合作舉行。

### 2023年
於2023年10月26日至10月29日舉行，繼續在中環新海濱舉行。

## 有關連結
- 2011年度香港美酒佳餚巡禮官方網頁
- 香港政府網2010年10月11日新聞[永久]
- 10元試飲釣魚台國宴紅酒 美酒佳餚巡禮今西九揭幕 《明報》 2012年11月1日
- 美酒佳餚巡禮料吸客17萬 （页面存档备份，存于） 《星島日報》 2012年11月1日
- 美酒佳餚 甜品中西合璧 （页面存档备份，存于） 《東方日報》 2012年11月1日
- 香港美酒佳餚巡禮，展開味蕾奇幻之旅 （页面存档备份，存于） 《YOUZI》